# Malika Gaïd
Malika Gaïd (1933 - 1957) fue una enfermera argelina que se unió al Ejército de Liberación Nacional (ALN) para cuidar a los heridos y luchar por la independencia de los franceses durante la Guerra de Argelia en 1955. En junio de 1958, un soldado francés la mató a tiros mientras defendía a los heridos en una cueva cerca de M'Chedallah. Gaïd es recordada como uno de los heroicos mártires de la independencia de Argelia. Junto con otros mártires, fue conmemorada en una serie de sellos postales en 2019.

## Biografía
Malika Gaïd nació el 24 de agosto de 1933 en el distrito de Belcourt de Argel, Malika era la menor de siete hijos en una familia de clase media alfabetizada, e interesada en colaborar participando en la causa de la independencia de Argel de Francia. Su padre, Mohand Amokrane, era maestro de escuela. 
Después de completar su educación escolar, Malika Gaïd  en 1948 se formó en la Escuela de Enfermería  en la ciudad de Sétif, obteniendo su diploma en 1951. Trabajó en los hospitales de Kherrata, Guenzet y finalmente en Bougaâ donde permaneció hasta 1956. Durante este período, se preocupó en secreto por los miembros de los muyahidines.

## Luchadora por la independencia
En junio de 1955, Malika Gaïd  fue invitada por el coronel Amirouche a unirse a los soldados del Ejército de Liberación Nacional (ALN) en el valle de Soummam. En agosto de 1956 participó como enfermera y única mujer en la Conferencia de Soummam donde el Frente de Liberación Nacional (Argelia) FLN hizo acuerdos para la independencia.
Malika Gaïd continuó sirviendo en el ejército con el coronel Amirouche como enfermera y luchadora armada hasta el 27 de junio de 1957, cuando un soldado francés la mató a tiros mientras cuidaba a los heridos en una cueva en las montañas al oeste de Bouïra . El ejército francés había organizado un gran ataque en la región para vencer a los que luchaban por la independencia. Después de su muerte, el coronel  Amirouche escribió  una carta a su familia enfatizando que ella no solo se había preocupado por los combatientes muyahidines y les había levantado la moral, sino que también se había convertido en una verdadera luchadora.

## Reconocimientos
Malika Gaïd ha sido reconocida y homenajeada en su país, Argelia, por sus servicios prestados para conseguir la independencia de Francia:
- Malika Gaïd es recordada como uno de los heroicos mártires de la independencia de Argelia.
- La ciudad de argel tiene una avenida con el nombre de Malika Gaïd, también llevan su nombre calles de Bouira y de Biar.
- Un instituto de la ciudad de Sétif, también lleva el nombre de Malika Gaïd
- En 2019 se emitió un sello postal conmemorativo en su honor[5][6]